# Décès en janvier 1912
Décès
- 1908
- 1909
- 1910
- 1911
- 1912
- 1913
- 1914
- 1915
- 1916

Pour une information complémentaire, voir la page d'aide.

| Date | Nom | Pays | Activités | Âge | Source |
| ---- | --- | ---- | --------- | --- | ------ |